# Gaetano Errico
Gaetano Errico (19. října 1791 Secondigliano – 29. října 1860 tamtéž) byl italský římskokatolický kněz a řeholník, zakladatel a člen kongregace Misionářů Nejsvětějších Srdcí Ježíše a Marie. Katolická církev jej uctívá jako světce.

## Život
Narodil se dne 19. října 1791 v Secondiglianu na předměstí Neapole jako druhé z devíti dětí Pasquale Erricovi († 28. března 1834) a Marii Marseglia († 19. dubna 1837). Jeho rodiče se vzali dne 17. dubna 1788. Jeho otec vedl malý sklad těstovin a jeho matka pracovala u tkalcovského stavu při tkaní plyše. V dětství pomáhal při domácích pracích a také v otcově skladu. Jeho synovec Beniamino Errico se stal knězem a dva bratranci byli kapucíni.
Dne 2. ledna 1802 přijal v neapolské katedrále svátost biřmování. Cítil povolání stát se knězem a v mládí navštěvoval nemocné. V Neapoli zahájil církevní studia a v lednu roku 1808 začal poprvé nosit kleriku.
Kněžské svěcení přijal v bazilice Santa Restituta, která je součástí neapolské katedrály z rukou neapolského arcibiskupa a kardinála Luigiho Ruffo-Scilla dne 23. září 1815. Stal se diecézním knězem neapolské arcidiecéze. Po svém vysvěcení působil do roku 1835 jako učitel. Stal se farářem v neapolské farnosti při kostele Santi Cosma e Damiano. Během svého působení se věnoval pastoraci nemocných. Sám žil asketickým způsobem života. Roku 1818 měl zjevení sv. Alfonse Maria z Liguori, který mu dal vizi nového kostela a také založení řeholní kongregace. Inicioval tak výstavbu kostela Addolorata a Secondigliano, zasvěcený Panně Marii Bolestné, který vysvětil dne 9. prosince 1830.
Roku 1833 začal shromažďovat další společníky a připravovat založení nové mužské řeholní kongregace. Ještě v tom roce byla kongregace Misionářů Nejsvětějších Srdcí Ježíše a Marie založena. Mezi poslání kongregace je šířit úctu k Nejsvětějšímu Srdci Páně a Neposkvrněnému Srdci Panny Marie. Do kongregace také sám vstoupil a stal se jejím generálním představeným.

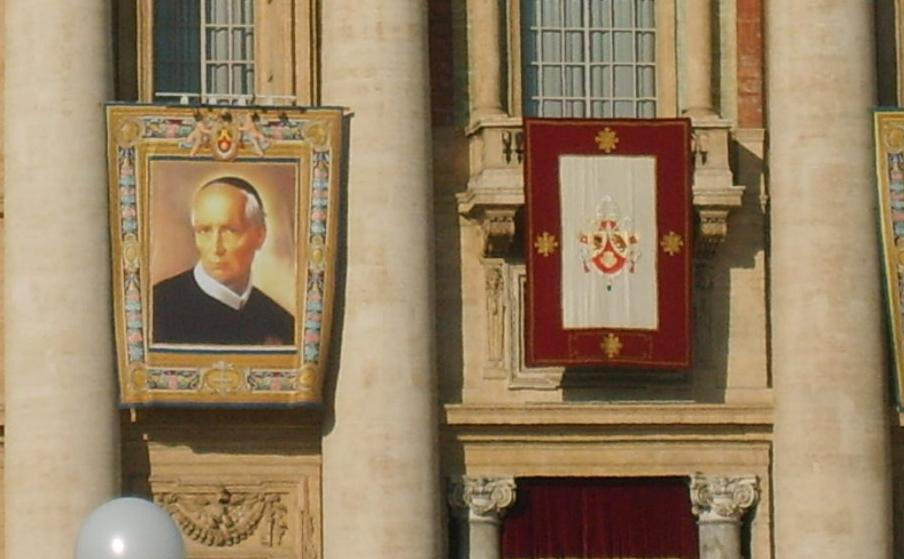
Jeho kanonizační portrét

Zemřel v Secondiglianu na předměstí Neapole dne 29. října 1860 v 10:00 na viscerální horečku. V té době trpěl bronchitidou. 28. října, den před svou smrtí, přijal svátost nemocných. Po jeho smrti se jím založená kongregace rozrostla, kdy působí i mimo Itálii.

## Úcta
Jeho beatifikační proces započal dne 18. prosince 1884, čímž obdržel titul služebník Boží. Dne 4. října 1974 jej papež sv. Pavel VI. podepsáním dekretu o jeho hrdinských ctnostech prohlásil za ctihodného. Dne 24. dubna 2000 byl uznán první zázrak na jeho přímluvu, potřebný pro jeho blahořečení.
Blahořečen pak byl dne 14. dubna 2002 na Svatopetrském náměstí papežem sv. Janem Pavlem II. Dne 6. července 2007 byl uznán druhý zázrak na jeho přímluvu, potřebný pro jeho svatořečení. Svatořečen pak byl dne 12. října 2008 na Svatopetrském náměstí papežem Benediktem XVI.
Jeho památka je připomínána 29. října. Bývá zobrazován v kněžském oděvu s Nejsvětějšími Srdci. Je patronem jím založené kongregace.